# René Arnoux

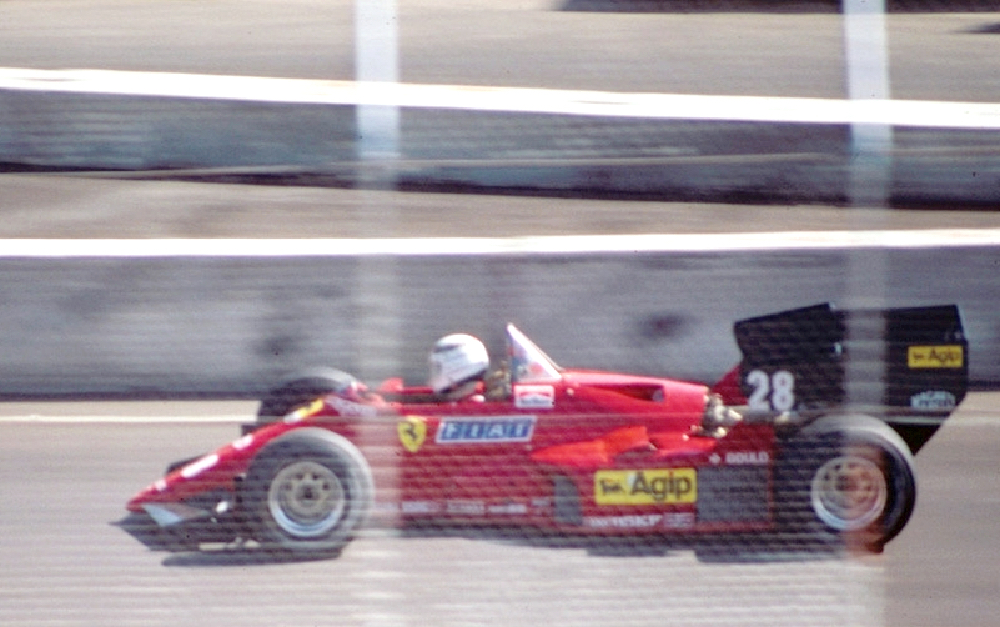
René Arnoux conduint un Ferrari 126C4 al Gran Premi dels Estats Units de 1984

 René Arnoux  va ser un pilot de curses automobilístiques francès que va arribar a disputar curses de Fórmula 1.
Va néixer el 4 de juliol del 1948 a Grenoble, França.

## A la F1
René Arnoux va debutar a la tercera cursa de la temporada 1978 (la 29a temporada de la història) del campionat del món de la Fórmula 1, disputant el 4 de març del 1978 el G.P. de Sud-àfrica al circuit de Kyalami.
Va participar en un total de cent seixanta-cinc curses puntuables pel campionat de la F1, disputades en dotze temporades consecutives (1978 - 1989), aconseguint set victòries i vint-i-dos podis, divuit poles i dotze voltes ràpides, assolí cent vuitanta-un punts pel campionat del món de pilots.

## Resultats a la Fórmula 1
| Any  | Equip               | Xassís  | Motor    | 1       | 2       | 3         | 4         | 5        | 6         | 7         | 8         | 9       | 10      | 11      | 12      | 13      | 14      | 15      | 16      | Posició | Punts |
| ---- | ------------------- | ------- | -------- | ------- | ------- | --------- | --------- | -------- | --------- | --------- | --------- | ------- | ------- | ------- | ------- | ------- | ------- | ------- | ------- | ------- | ----- |
| 1978 | Automobiles Martini | Martini | Ford     | ARG     | BRA     | SUD NVQ   | O.USA     | MON NVQ  | BEL 9     | ESP       | SUE       | FRA 14  | GBR     | ALE NVQ | AUT 9   | HOL Ret | ITA     |         |         | -       | 0     |
| 1978 | Durex Team Surtees  | Surtees | Ford     |         |         |           |           |          |           |           |           |         |         |         |         |         |         | USA 9   | CAN Ret | -       | 0     |
| 1979 | Elf Equipe Renault  | Renault | Renault  | ARG Ret | BRA Ret | SUD Ret   | O.USA NVS | ESP 9    | BEL Ret   |           |           |         |         |         |         |         |         |         |         | 8è      | 17    |
| 1979 | Elf Equipe Renault  | Renault | Renault  |         |         |           |           |          |           | MON Ret   | FRA 3     | GBR 2   | ALE Ret | AUT 6   | HOL Ret | ITA Ret | CAN Ret | USA 2   |         | 8è      | 17    |
| 1980 | Elf Equipe Renault  | Renault | Renault  | ARG Ret | BRA 1   | SUD 1     | O.USA 9   | BEL 4    | MON Ret   | FRA 5     | GBR NC    | ALE Ret | AUT 9   | HOL 2   | ITA 10  | CAN Ret | USA 7   |         |         | 6è      | 29    |
| 1981 | Elf Equipe Renault  | Renault | Renault  | O.USA 8 | BRA Ret | ARG 5     | SMR 8     | BEL NVQ  |           |           |           |         |         |         |         |         |         |         |         | 9è      | 11    |
| 1981 | Elf Equipe Renault  | Renault | Renault  |         |         |           |           |          | MON Ret   | ESP 9     | FRA 4     | GBR 9   | ALE 13  | 'AUT 2  | HOL Ret | ITA Ret | CAN Ret | LVG Ret |         | 9è      | 11    |
| 1982 | Elf Equipe Renault  | Renault | Renault  | SUD 3   | BRA Ret | O.USA Ret | SMR Ret   | BEL Ret  | MON Ret   | E.USA 10  | CAN Ret   | HOL Ret | GBR Ret | FRA 1   | ALE 2   | AUT Ret | SUI Ret | ITA 1   | LVG Ret | 6è      | 28    |
| 1983 | Scuderia Ferrari    | Ferrari | Ferrari  | BRA 10  | O.USA 3 | FRA 7     | SMR 3     | MON Ret  | BEL Ret   | E.USA Ret | CAN 1     | GBR 5   |         |         |         |         |         |         |         | 3r      | 49    |
| 1983 | Scuderia Ferrari    | Ferrari | Ferrari  |         |         |           |           |          |           |           |           |         | ALE 1   | AUT 2   | HOL 1   | ITA 2   | EUR 9   | SUD Ret |         | 3r      | 49    |
| 1984 | Scuderia Ferrari    | Ferrari | Ferrari  | BRA Ret | SUD Ret | BEL 3     | SMR 2     | FRA 4    | MON 3     | CAN 5     | E.USA Ret | USA 2   | GBR 6   | ALE 6   | AUT 7   | HOL 11  | ITA Ret | EUR 5   | POR 9   | 6è      | 27    |
| 1985 | Scuderia Ferrari    | Ferrari | Ferrari  | BRA 4   | POR     | SMR       | MON       | CAN      | E.USA     | FRA       | GBR       | ALE     | AUT     | HOL     | ITA     | BEL     | EUR     | SUD     | AUS     | 17è     | 3     |
| 1986 | Equipe Ligier       | Ligier  | Renault  | BRA 4   | ESP Ret | SMR Ret   | MON 5     | BEL Ret  | CAN 6     | E.USA Ret | FRA 5     | GBR 4   | ALE 4   | HON Ret | AUT 10  | ITA Ret | POR 7   | MEX 15  | AUS 7   | 10è     | 14    |
| 1987 | Ligier Loto         | Ligier  | Megatron | BRA     | SMR NVS | BEL 6     | MON 11    | E.USA 10 |           |           |           |         |         |         |         |         |         |         |         | 19è     | 1     |
| 1987 | Ligier Loto         | Ligier  | Megatron |         |         |           |           |          | FRA Ret   | GBR Ret   | ALE Ret   | HUN Ret | AUT 10  | ITA 10  | POR Ret | ESP Ret | MEX Ret | JPN Ret | AUS Ret | 19è     | 1     |
| 1988 | Ligier Loto         | Ligier  | Judd     | BRA Ret | SMR NVQ | MON Ret   | MEX Ret   | CAN Ret  | E.USA Ret | FRA NVQ   | GBR 18    | ALE 17  | HUN Ret | BEL Ret | ITA 13  | POR 10  | ESP Ret | JPN 17  | AUS Ret | -       | 0     |
| 1989 | Ligier Loto         | Ligier  | Ford     | BRA NVQ | SMR NVQ | MON 12    | MEX 14    | USA NVQ  | CAN 5     | FRA Ret   | GBR NVQ   | ALE 11  | HUN NVQ | BEL Ret | ITA 9   | POR 13  | ESP NVQ | JPN NVQ | AUS Ret | 23è     | 2     |

### Resum
| Curses:   | Victòries: | Pòdiums: | Poles: | Voltes ràpides: | Punts: |
| --------- | ---------- | -------- | ------ | --------------- | ------ |
| 165 (149) | 7          | 22       | 18     | 12              | 181    |